# Fontaine-les-Grès
Fontaine-les-Grès è un comune francese di 870 abitanti situato nel dipartimento dell'Aube nella regione del Grand Est.

## Società

### Evoluzione demografica
Abitanti censiti